# Gemmaspora lecanorae
Gemmaspora lecanorae är en svampart som först beskrevs av Werner, och fick sitt nu gällande namn av D. Hawksw. & Halici 2007. Gemmaspora lecanorae ingår i släktet Gemmaspora, ordningen Verrucariales, klassen Eurotiomycetes, divisionen sporsäcksvampar och riket svampar.   Inga underarter finns listade i Catalogue of Life.